# Krovky (botanika)

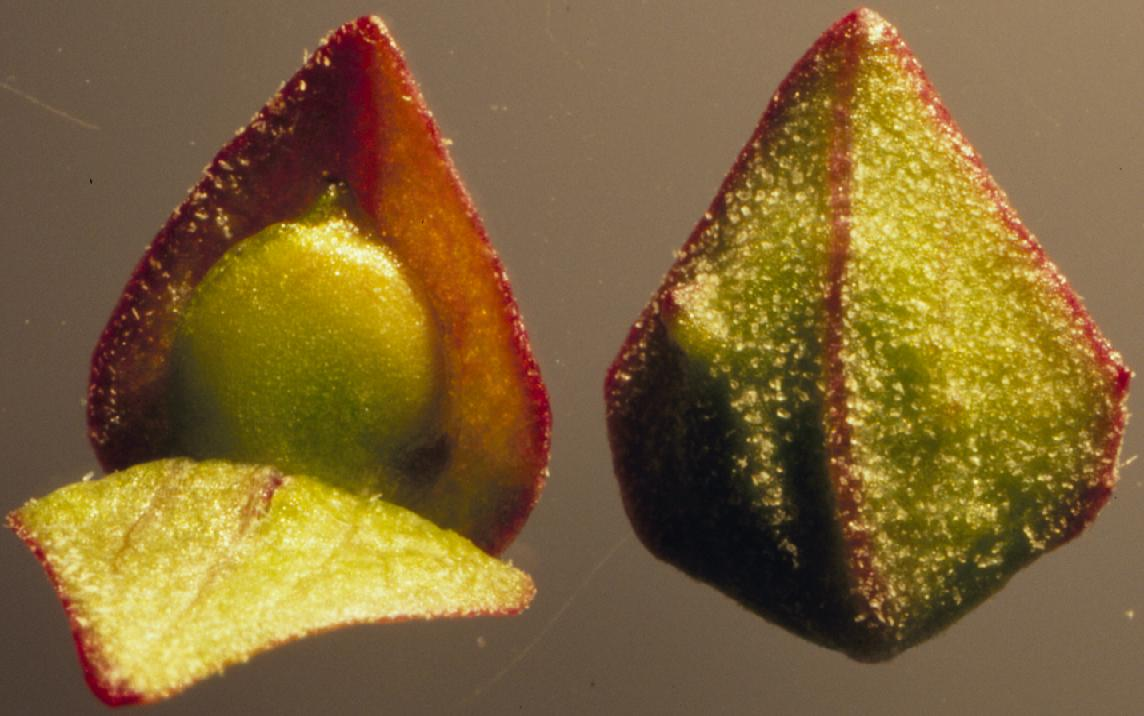
Samičí květ s plodem a krovkami

Krovky jsou obal plodu vytvořený po opylení květu, jsou tvarově variabilní a u jednotlivých druhů se odlišují. Vznikají dvěma způsoby:
- U květů typu rodu lebeda (Atriplex) jsou krovky vytvořeny dvěma zvětšenými blanitými listenci. Ty po opylení částečně srostou a kryjí vytvářející se plod, jsou náhradou okvětí.
- U květů typu rodu šťovík (Rumex) vznikají krovky ze třech okvětních lístků vnitřního kruhu a taktéž nažku uzavírají a chrání. Tyto tzv. křídlaté krovky mívají drobná křidélka k lepšímu šíření plodu větrem. U některých druhů rostlin je dále na jedné nebo všech krovkách kulovitá výduť, mozolek, naplněná vzduchem, ta prodlužuje dobu plavání semen.[1][2][3][4]